# Демон (фильм-опера)
«Демон» — телевизионная экранизация одноимённой оперы Антона Рубинштейна. Драма по мотивам произведения М. Ю. Лермонтова «Демон». Фильм снят в Центральной студии телевидения СССР на Шаболовке в 1960 году.

## Сюжет
Трагическая история любви Демона — изгнанника рая, к смертной девушке. Устав сеять зло и разрушения на земле, устав от ненависти ко всему сущему, Демон встречает юную княжну Тамару. Полюбив её Злой дух отрекается от всего нечистого. Он готов раскаяться, примириться с небом, веровать добру. Он клянется ей в вечной любви… но эта любовь была обречена. Тамара, поддавшись искусителю, погибает после первого его поцелуя.

## В ролях
- Георг Отс — Демон
- Сергей Лемешев — князь Синодал
- Ольга Кашеварова — Тамара
- Андрей Атлантов — Старый слуга

## Интересные факты
- На момент съёмок Сергею Лемешеву, исполнившему роль молодого князя Синодала, было 57 лет.[значимость факта?]
- Ольге Кашеваровой, исполнившей роль Тамары было 54 года, она только покинула сцену театра оперы и балета имени Кирова.
- Несмотря на большую известность и популярность оперы Рубинштейна, этот фильм стал первой и единственной, на сегодняшний день её экранизацией в отечественном кино и телевидении.
- Оба главных исполнителя в фильме: Сергей Лемешев и Георг Отс, к моменту съёмок (январь, начало февраля 1960 г.), были предельно заняты в театре и в концертных выступлениях. Особенно трудно приходилось Отсу: ведь съёмки проходили в Москве, а он был солистом театра «Эстония» в Таллине. Для съёмок в его распоряжении был всего один день. Нужно было сыграть весь спектакль, где сложный грим Демона требовал работы на несколько часов, и успеть вернуться в свой театр. Ко всему прочему в это время в Москве был обнаружен случай заболевания оспой. На время ликвидации вспышки, въезд в город оказался ограничен, а выезд невозможен без справки о прививке. А в этот день у Отса была важная премьера в Таллине. Его выручил врач, приехавший в студию. После съёмки певцу была сделана прививка и выдана необходимая справка. Георг смог вылететь в Таллин вовремя.